# Jozef Režnák
Jozef Režnák (* 8. března 1957) je bývalý slovenský fotbalista, útočník.

## Fotbalová kariéra
Hrál za SH Senica a Inter Bratislava. V československé lize nastoupil ve 38 utkáních a dal 4 góly. V Poháru UEFA dal 3 góly.

## Ligová bilance
| Ročník                                      | Zápasy | Góly | Klub             |
| ------------------------------------------- | ------ | ---- | ---------------- |
| 1. slovenská národní fotbalová liga 1981/82 | 26     | 8    | SH Senica        |
| 1. československá fotbalová liga 1983/84    | 23     | 3    | Inter Bratislava |
| 1. československá fotbalová liga 1984/85    | 9      | 0    | Inter Bratislava |
| 1. československá fotbalová liga 1985/86    | 6      | 1    | Inter Bratislava |
| CELKEM                                      | 64     | 12   |                  |